# Stephanie Fjeldsø Fischer
Stephanie Fjeldsø Fischer (født 7. november 1994) er en dansk forfatter. Hun er uddannet på forfatterlinjen på Dansk Talentakademi.